# Radical 12
Le radical 12 (八), signifiant huit ou tout, est un des 214 radicaux chinois répertoriés dans le dictionnaire de Kangxi, et l'un des vingt-trois à n'être constitués que de deux traits.
Dans le dictionnaire de caractères de Kangxi il existe seulement 44 caractères (sur plus de 40 000) sous ce radical.
Son caractère Unicode est 516B.

## Caractères avec le radical 12

Tracé du caractère

| nombre de traits          | caractères         |
| ------------------------- | ------------------ |
| Sans trait supplémentaire | 八                 |
| 2 traits supplémentaires  | 公, 六, 兮, 兯, 六 |
| 3 traits supplémentaires  | 兰                 |
| 4 traits supplémentaires  | 共, 兲, 关, 兴     |
| 5 traits supplémentaires  | 㒵, 㒶, 㒷, 兵     |
| 6 traits supplémentaires  | 其, 具, 典         |
| 7 traits supplémentaires  | 㒸, 兹, 养         |
| 8 traits supplémentaires  | 兺, 兼             |
| 9 traits supplémentaires  | 兽                 |
| 11 traits supplémentaires | 兾, 兿             |
| 14 traits supplémentaires | 冀                 |
| 16 traits supplémentaires | 冁                 |
| 18 traits supplémentaires | 㒹                 |